# Helminthosporium decacuminatum
Helminthosporium decacuminatum är en svampart som beskrevs av Thüm. & Pass. 1878. Helminthosporium decacuminatum ingår i släktet Helminthosporium och familjen Massarinaceae.   Inga underarter finns listade i Catalogue of Life.